# Omã nos Jogos Olímpicos de Verão de 1992
Omã competiu nos Jogos Olímpicos de Verão de 1992 em Barcelona, Espanha.

## Resultados por Evento

### Atletismo
100 m masculino
- Ahmed Al-Moamari
  - Eliminatórias — 11.58 (→ não avançou, 77º lugar)